# Rudogrzywa: Córka Wadery
Rudogrzywa córka Wadery – powieść przygodowa dla młodzieży napisana przez polskiego pisarza Piotra Kordę. Jest kontynuacją książki Wadera.
Powieść została wydana po raz pierwszy w 1974 roku nakładem wydawnictwa „Nasza Księgarnia”. Wydawnictwo wznowiło książkę w latach 1982 i 1989. Wszystkie trzy wydania zawierają czarno-białe ilustracje autorstwa Stanisława Rozwadowskiego (1923-1996).